# Calzada del Coto
Calzada del Coto ist ein kleiner Ort am Jakobsweg in der Provinz León der Autonomen Gemeinschaft Kastilien und León.
Der Name des Dorfes findet sich schon in den ältesten Urkunden des Klosters Sahagún in dieser Form und verweist auf den Jakobsweg (Calzata = Weg, Straße). Von einem Zacharias genannten Weiler (Villa Zacharias), der als mit dem Ort in Verbindung stehend genannt wird, lassen sich keine Spuren mehr ausmachen.
Die Dorfkirche ist dem heiligen Stephanus geweiht.